# باولو معلوف
باولو سليم معلوف (ولد في 3 سبتمبر 1931 في ساو باولو في البرازيل) هو منظم ، مهندس وسياسي برازيلي من أصل لبناني. وكان رئيس بلدية مرتين من ساو باولو عام 1969-1992 ، وزير النقل في 1971-1974 وحاكم ولاية ساو باولو في 1979-1982. المنتسب إلى الحزب التقدمي (الحزب الشعبي) ، هو الرئيس من ساو باولو دليل للحزب ، الأمر الذي يشغل حاليا منصب نائب الاتحادية ساو باولو ، أكبر تصويت في انتخابات عام 2006 ، عندما حصل على 739.827 صوتا من ساو باولو وتنافس لمنصب رئيس بلدية ساو باولو من جانب حزب في انتخابات عام 2008 بحصوله على المركز الرابع. ابن مهاجر لبناني وفرح وEstéfano سالم Maluf ماريا Maluf ، أسرة مكونة من الصناعيين في بداية القرن الماضي حل على الاستثمار في أمريكا الجنوبية في بداية التصنيع للتعويض وأخرى تدحرجت ، عندما أسس Eucatex أكبر صناعة الأخشاب في أمريكا الأمريكية. Maluf كان حفيد ميغيل Estéfano ، واحدة من أكبر الثروات للدولة من ساو باولو. درس في المدرسة سان لويس ، في ساو باولو. إقامة التي تعترف بها والانضباط والنوعية الممتازة للتعليم الآباء اليسوعيين.
دخول السياسة من داخل الحركة الطلابية في جامعة ساو باولو ، حيث في سياق الهندسة المدنية في كلية الفنون التطبيقية من جامعة ساو باولو هي جزء من طلاب كلية تلاشى. شكل في عام 1954 ، إلى ارتفاع كبير مراقبي للشركة في الأسرة ، والذين كانوا تحت قيادة شقيقه روبرتو. في عام 1955 تزوج من سيلفيا Lutfalla معه أربعة أطفال وثلاثة عشر حفيدا. من 1955 إلى 1967 ، عملت باستمرار على النحو Maluf منظم. في انتخابات عام 2008 بحصوله على المركز الرابع.

## روابط خارجية
- باولو معلوف على موقع IMDb (الإنجليزية)
- باولو معلوف على موقع الموسوعة البريطانية (الإنجليزية)
- باولو معلوف على موقع مونزينجر (الألمانية)
- باولو معلوف على موقع قاعدة بيانات الفيلم (الإنجليزية)